# Nester's Funky Bowling
Nester's Funky Bowling est un jeu vidéo de bowling sorti en 1996 sur Virtual Boy. Le jeu a été développé par Nintendo R&D3 et édité par Nintendo.